# Festuca glaucantha-hirsuta
Festuca glaucantha-hirsuta là một loài thực vật có hoa trong họ Hòa thảo. Loài này được (Weighart ex Podp.) Soó mô tả khoa học đầu tiên năm 1971.